# Acaiu spinosus
Acaiu spinosus är en skalbaggsart som beskrevs av Maria Helena M. Galileo och Martins 2005. Acaiu spinosus ingår i släktet Acaiu och familjen långhorningar. Inga underarter finns listade i Catalogue of Life.